# Merleniszki I
Merlaniszki I (lit. Merlieniškė I) – osada na Litwie, w okręgu uciańskim, w rejonie ignalińskim, w starostwie Daugieliszki Nowe.
Nazwa dawniej używana to Merlaniszki.

## Historia
W czasach zaborów zaścianek leżał w granicach Imperium Rosyjskiego.
W dwudziestoleciu międzywojennym zaścianek leżał w Polsce, w województwie nowogródzkim (od 1926 w województwie wileńskim), w powiecie brasławskim, w gminie Rymszany.
Według Powszechnego Spisu Ludności z 1921 roku zamieszkiwało tu 20 osób, wszystkie były wyznania rzymskokatolickiego. Jednocześnie 3 mieszkańców zadeklarowało polską przynależność narodową a 17 litewską. Były tu 3 budynki mieszkalne. W 1931 w 3 domach zamieszkiwało 26 osób.
Wierni należeli do parafii rzymskokatolickiej w Rymszanach. Miejscowość podlegała pod Sąd Grodzki w m. Turmont i Okręgowy w Wilnie; właściwy urząd pocztowy mieścił się w Rymszanach.